# Edwin von Manteuffel

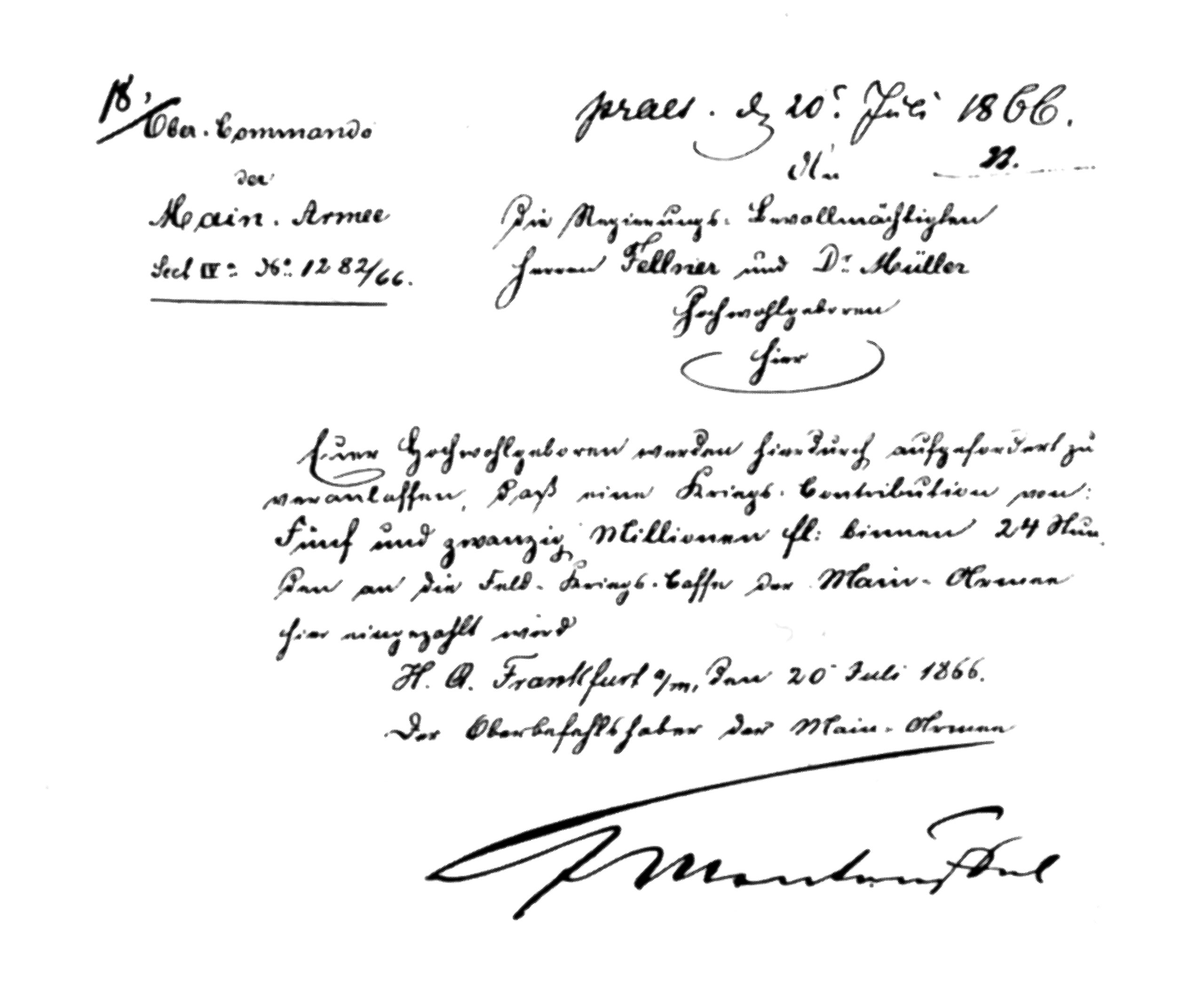
Dokument podpisany przez Edwina von Manteuffela

Edwin Karl Rochus Freiherr von Manteuffel (ur. 24 lutego 1809 w Dreźnie, zm. 17 czerwca 1885 w Karlowych Warach) – był generalnym feldmarszałkiem i generałem pruskiej armii (niem. Generalfeldmarschall), dowódcą w czasie wojny francusko-pruskiej.

## Życiorys
Służbę w armii Królestwa Prus rozpoczął w 1827 roku i został przydzielony do 1 Pułku Dragonów Gwardii. W 1839 roku został adiutantem księcia Albrechta, który dowodził 2 Brygadą Kawalerii Gwardii. W trakcie rewolucji marcowej rotmistrz (niem. Rittmeister) von Manteuffel został adiutantem króla Fryderyka Wilhelma IV. W 1850 roku na polecenie władcy udał się z misją dyplomatyczną do Sankt Petersburga, gdzie spotkał się z carem Mikołajem. Jako obserwator uczestniczył w wojnie krymskiej, w trakcie której opracował raport dla swojego kuzyna, premiera Prus, Otto von Manteuffela. W 1856 roku, po awansie na pułkownika (niem. Oberst) został tymczasowym dowódcą 3 Brygady Kawalerii w Szczecinie, a po kilku miesiącach objął stanowisko Departamentu Spraw Personalnych w Ministerstwie Wojny. Na tym stanowisku awansował na stopień generała majora (niem. Generalmajor). W 1861 roku Karl Twesten publicznie skrytykował von Manteuffel i jego działania mające na celu odmłodzenie korpusu oficerskiego, żołnierz wyzwał go na pojedynek. W jego wyniku Twesten został postrzelony w rękę, a Manteuffel trafił do więzienia, z którego został uwolniony na polecenie króla Wilhelma. W trakcie wojny duńskiej uczestniczył między innymi w bitwie pod Missunde. Po zakończeniu konfliktu został mianowany namiestnikiem wojskowym Księstwa Szlezwiku w stopniu generała porucznika (niem. Generalleutnant). W trakcie wojny prusko-austriackiej odparł atak wojsk hanowerskich na Szlezwik, a następnie został głównodowodzącym armii pruskiej walczącej z jednostkami bawarskimi sprzymierzonymi z Cesarstwem Austriackim. Po zakończeniu wojny i odbyciu kuracji w celu podreperowania zdrowia, w 1868 roku został dowódcą I Korpusu Armijnego. Na jego czele uczestniczył w wojnie z Francją, w tym w bitwie pod Borny i oblężeniu Metzu, gdzie odegrał kluczową rolę w odparciu kontrataków marszałka Bazaine. Po zawarciu pokoju objął funkcję dowódcy wojsk okupacyjnych w przejętej przez Cesarstwo Niemieckie Alzacji-Lotaryngii. W 1873 roku został awansowany do stopnia marszałka polnego. Od 1879 roku, aż do śmierci piastował stanowisko Gubernatora Alzacji-Lotaryngii i odpowiadał wyłącznie orzed cesarzem. Od 1866 roku był szefem 5. Pułk Dragonów oraz posiadał prawo do noszenia munduru 1. Pułk Dragonów Gwardii.

## Odznaczenia
Odznaczenia feldmarszałka von Manteuffela to między innymi:
- Order Orła Czarnego na łańcuchu
- Krzyż Wielki Orderu Orła Czerwonego z liśćmi dębu i mieczami na pierścieniu
- Order Królewski Korony I klasy z liśćmi dębu
- Wielki Komandor Królewskiego Orderu Hohenzollernów z mieczami na wojennej wstędze
- Order Pour le Mérite z liśćmi dębu
- Krzyż Wielki Krzyża Żelaznego
- Komtur Orderu Domowego Hohenzollernów z mieczami
- Kawaler Orderu Domowego Hohenzollernów
- Order Świętego Jana
- Komandor I klasy Orderu Lwa Zeryngeńskiego (Badenia)
- Krzyż Wielki Orderu Maksymiliana Józefa (Bawaria)
- Komandor Orderu Zasługi Świętego Michała (Bawaria)
- Krzyż Wielki Orderu Zasługi Wojskowej (Bawaria)
- Krzyż Wielki Orderu Henryka Lwa z mieczami (Brunszwik)
- Wielki Oficer Legii Honorowej (Francja)
- Komandor I klasy Orderu Gwelfów (Hanower)
- Krzyż Wielki Orderu Zasługi Filipa Wspaniałomyślnego (Hesja)
- Order Annuncjaty (Włochy)
- Medal Zasługi Wojennej (Lippe)
- Krzyż Wielki z koroną w złocie Orderu Korony Wendyjskiej (Meklemburgia)
- Krzyż Zasługi Wojskowej I klasy (Meklemburgia)
- Krzyż Wielki Orderu Zasługi Adolfa Nassauskiego (Nassau)
- Krzyż Wielki Orderu Świętego Stefana (Austro-Węgry)
- Krzyż Wielki Orderu Leopolda (Austro-Węgry)
- Kawaler Orderu Korony Żelaznej I klasy (Austro-Węgry)
- Krzyż Wielki Orderu Domowego i Zasługi z mieczami (Oldenburg)
- Order Świętego Andrzeja (Imperium Rosyjskie)
- Order Świętego Aleksandra Newskiego w brylantach (Imperium Rosyjskie)
- Order Świętego Jerzego III klasy (Imperium Rosyjskie)
- Order Świętego Włodzimierza I klasy (Imperium Rosyjskie)
- Order Korony Rucianej (Saksonia)
- Krzyż Wielki Orderu Ernestyńskiego (Saksonia)
- Kawaler II klasy Orderu Miecza (Szwecja)
- Krzyż Wielki Orderu Zasługi Wojskowej (Wirtembergia)